# آنا بولسون
آنا بولسون (بالسويدية: Anna Paulson)‏ (29 فبراير 1984 في السويد - ) هي لاعبة كرة قدم سويدية في مركز الظهير، شاركت في الألعاب الأولمبية الصيفية 2008. وشاركت مع منتخب السويد تحت 21 سنة للسيدات لكرة القدم ‏ ومنتخب السويد لكرة القدم للسيدات. أما مع النوادي، فقد لعبت مع Umeå IK ‏ وUmeå IK ‏.

## وصلات خارجية
- آنا بولسون على موقع الاتحاد الدولي (مؤرشف)  (الإنجليزية)
- آنا بولسون على موقع اتحاد السويد (السويدية)
- آنا بولسون على موقع قاعدة بيانات كرة القدم.إي يو (الإنجليزية)
- آنا بولسون على موقع Soccerway.com (الإنجليزية)
- آنا بولسون على موقع عالم كرة القدم.نت (الإنجليزية)
- آنا بولسون على موقع أوليمبيديا (الإنجليزية)
- آنا بولسون على موقع اللجنة الأولمبية السويدية (السويدية)